# Менке, Иоганн Буркхардт
Иоганн Буркхардт Менке (нем. Johann Burckhardt Mencke, 1674—1732), известный также под псевдонимом Philander von der Linde — немецкий учёный-полимат и поэт из саксонского города Лейпциг. Издатель научного журнала «Acta eruditorum». Ввёл в немецкое словоупотребление слово «шарлатан».

## Биография
Иоганн Буркхардт Менке родился 8 апреля 1674 года в семье лейпцигского профессора этики и политики Отто Менке и посещал городскую гуманистическую школу св. Николая. Записавшись в студенты Лейпцигского университета, он изучал философию и теологию, получив в 1694 году учёную степень магистра искусств (magister artium). По окончании образовательного путешествия по Нидерландам, Франции и Англии Менке первым занял кафедру истории Лейпцигского университета, сменив Адама Рехенберга (нем. Adam Rechenberg, 1642—1721; преподавал также старые языки). В то же самое время он изучал юриспруденцию в университете Галле, где в 1701 году защитил докторскую диссертацию. Несмотря на это, он остался профессором истории на факультете философии в Лейпциге. В последующие годы, между 1707 и 1729 годами Менке шесть раз занимал должность ректора Лейпцигского университета, способствуя его реформе в духе Просвещения, и представлял интересы университета в сословном собрании Саксонии (ландтаг).
В признание заслуг в 1708 году Менке был назначен придворным историографом при саксонском дворе и год спустя — советником при польском королевском дворе; в 1723 году он был пожалован титулом надворного советника. Менке был с 1700 года иностранным членом английского Королевского общества и с 1726 года — Прусского общества наук.

## Писательская и издательская деятельность
Иоганн Буркхардт Менке, писавший под псевдонимом Philander von der Linde, был известен как автор и издатель многочисленных научно-публицистических и поэтических сочинений на латинском и всё более на немецком языке. Особую известность, в том числе за границами Саксонии, принесло ему сатирическое произведение 1713 года «О шарлатанстве учёных» (лат. De Charlataneria Eruditorum); как считается, он тем самым ввёл в немецкое словоупотребление термин шарлатан.
После смерти своего отца в 1707 году Менке перенял редактирование и издание научного журнала «Acta eruditorum»; с 1715 года он, наряду с Иоганном Готлибом Краузе, был также издателем «Новых известий об учёных предметах» (нем. Neuen Zeitungen von gelehrten Sachen). Кроме прочего, Менке известен как издатель трёхтомного собрания рукописных источников лат. «Scriptores rerum Germanicarum praecipue Saxonicarum» (1728—1730). На основе обширной семейной библиотеки он в значительной степени подготовил материал биографического словаря Compendiöses Gelehrten-Lexicon (1715), расширенного и продолженного в 1750 году Йохером в качестве «Всеобщего словаря учёных».
В 1697 году Менке вступил в ряды «Доверенного ораторского общества» (нем. Vertraute Rednergesellschaft) в Лейпциге и стал патроном основанного в том же году студентами в Гёрлице Общества поэтов (нем. Vertrautes Görlitzisches Collegium Poeticum); с 1717 года он возглавлял лейпцигское «Немецкое поэтическое общество» (нем. Teutschübende Poetische Gesellschaft). С 1724 года Менке активно поддерживал юного Иоганна Кристофа Готшеда, среди прочего назначив его домашним учителем своих детей и поспособствовав его принятию в члены «Немецкого поэтического общества», в 1727 году преобразованного уже самим Готшедом в «Немецкое общество».
Как рецензент он способствовал также развитию русско-немецкого культурного обмена, регулярно публикуя рецензии выходивших в России научных работ, и в 1725 году был консультантом при основании Петербургской академии наук.

### Избранные сочинения
- 1701: De eo quod iustem est circa testimonia historicum (диссертация)
- 1705: Philanders von der Linde scherzhafte Gedichte
- 1707: Leben und Thaten Sr. Majestät Kayser Leopold de Ersten
- 1711: Schediasma De Commentariis Historicis, Qvos Galli Memoires Vocant
- 1713: De charlataneria eruditorum
- с 1715: Neue Zeitungen von gelehrten Sachen
- 1728—1730: Scriptores rerum Germanicarum praecipue Saxonicarum

## Семья
В 1702 году Иоганн Буркхардт Менке заключил брак с Катариной Маргаретой Гледич (нем. Katharina Margaretha Gleditsch , 1684—1732) — дочерью известного лейпцигского книгопечатника Иоганна Фридриха Гледича (1653—1716), что упрочило его положение на книгоиздательском рынке Лейпцига. У них было трое детей, среди которых достоин упоминания юрист Фридрих Отто Менке.